# Camp Jackson (Korea)

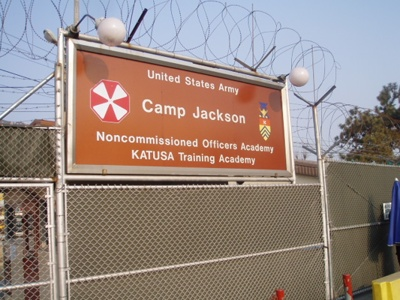
Haupttor von Camp Jackson

Camp Jackson ist ein Stützpunkt der US Army etwa 20 Meilen südlich der Stadt Uijeongbu an der engsten Stelle des so genannten Uijeungbu-Korridor am National Highway 3 nahe bei Dobong-gu, einer Vorstadt von Seoul, Südkorea.
Camp Jackson ist die kleinste militärische Einrichtung der US Forces Korea (USFK) und eine Außenstelle des etwa 20 Minuten entfernten Camp Red Cloud, dem Hauptquartier der 2. US-Infanteriedivision, dem Kernverband der 8. US-Armee.
Der Stützpunkt ist nach Private First Class George W. Jackson benannt, dem der Silver Star im Koreakrieg verliehen wurde.